# Іван Крапич
Іван Крапич (хорв. Ivan Krapić, нар. 14 лютого 1989, Рієка, Хорватія) — хорватський ватерполіст, срібний призер Олімпійських ігор 2016 року, чемпіон світу.

## Виступи на Олімпіадах
| Олімпіада           | Дисципліна | Місце |
| ------------------- | ---------- | ----- |
| Ріо-де-Жанейро 2016 | водне поло | 2     |